# Rhododendron ambiguum
Рододендрон мінливий (Rhododendron ambiguum) — вид рослини родини Вересові.

## Будова
Вічнозелений кущ з червоною корою,  листя темно-зелене овальне 7,5 см з міцною центральною жилкою, Трубчасті жовті квіти з зеленими плямами з'являються у суцвіттях навесні.

## Поширення та середовище існування
Зустрічається густими заростями на схилах у горах Емейшань та Кандін на сході провінції Сичуань в Китаї.

## Практичне використання
Вирощується як декоративна рослина. Витримує морози до -21°C.